# Diari del Novecento
Diari del Novecento è  un film documentario del 2009 ideato e diretto da Stefano Grossi. Si tratta di una raccolta di 30 film della durata media di 4 minuti in formato digitale integrato da inserti di repertorio in pellicola 16 e 35mm.

## Trama
I testi dei diari sono interpretati da 15 attori il cui volto è inquadrato in split-screen all'interno di una doppia finestra video gestita da una webcam ad alta risoluzione.

## Colonna sonora
La colonna sonora è realizzata dal duo Luca & Forti.